# Catedral de Molde
La catedral de Molde (en noruego: Molde domkirke) es la catedral luterana de la ciudad del mismo nombre, en Noruega.
Es una sencilla edificación moderna, construida por Finn Bryn entre 1953 y 1957. Recibió el nombramiento de catedral en 1983. Es la sede de la Diócesis de Møre de la Iglesia de Noruega.
Mide 65 m de largo y 25 m de altura. Tiene espacio para 900 asientos. La torre es un cuerpo independiente provisto de reloj y campanario con 26 campanas operadas electrónicamente desde el interior de la catedral.
El retablo principal es una obra de Stinius Fredriksen.
Es la cuarta iglesia que se levanta en el mismo lugar. La primera fue una iglesia de madera con planta de cruz, que fue construida entre 1661 y 1662; fue derribada y en su lugar se levantó un segundo templo con aproximadamente el mismo estilo arquitectónico, entre 1841 y 1842. Esa iglesia se incendió el 17 de mayo de 1885, y fue necesario construir una nueva, también de madera, que quedó lista en 1887. Esta última fue destruida por otro incendio durante el bombardeo alemán sobre Molde en la Segunda Guerra Mundial, salvándose solo el retablo, una Resurrección de Axel Ender, y una cruz de madera. El retablo de Ender se conserva actualmente en el muro norte de la catedral.
La actual catedral es un diseño de Finn Bryn, cuyo proyecto fue el ganador de un concurso de arquitectos. La construcción inició ocho años después del final de la Segunda Guerra Mundial. la primera piedra fe colocada el 18 de junio de 1953, y el 8 de diciembre de 1957 fue consagrado el templo.
- Datos: Q1423470
- Multimedia: Molde domkirke / Q1423470